# Cyperus pallidicolor
Cyperus pallidicolor là loài thực vật có hoa trong họ Cói. Loài này được (Kük.) G.C.Tucker mô tả khoa học đầu tiên năm 1993.